# Sortehavslavlandet
Sortehavslavlandet er et geografisk område ved østenden af den Pontisk-kaspiske slette og den østeuropæiske slette, i det sydlige Ukraine.

## Beliggenhed
Lavlandet ligger langs den nordlige kyst af Sortehavet, der strækker sig fra vest til øst fra Donausletten, sammenhængende med Valakiske slette og danner Nedre Donau-sletten og Budjak. På den anden side af Molochna-floden mod øst ligger det smalle Azov Lavland. Mod sydøst strækker Sortehavslavlandet sig ud på Krim-halvøen, hvor det er kendt som Krimlavlandet. De nordlige grænser består af flere højlande såsom Moldaviske Plateau, Podoliske slette, Dnepr-højlandet, Zaporizjzjiske kam, Azovhøjlandet. Azov-, Krim- og Bugeac-lavlandet anses for at være en forlængelse af Sortehavslavlandet og dets regionale yderpunkter.

## Beskrivelse
Sortehavslavlandet er en akkumulerende, svagt opdelt slette, som er en del af den større østeuropæiske slette gradvist skråner mod Sortehavet og det Azovske Hav.